# Pierduți în spațiu (film)
Pierduți în spațiu (în engleză: Lost in Space) este un film american de aventuri științifico-fantastic din 1998, regizat de Stephen Hopkins; cu William Hurt, Matt LeBlanc, Gary Oldman și Heather Graham în rolurile principale. Este bazat pe serialul de televiziune CBS din 1965–1968 cu același nume creat de Irwin Allen (serial la rândul său vag bazat pe romanul din 1812 The Swiss Family Robinson (Un Robinson elvețian) de Johann David Wyss și pe cartea de benzi desenate The Space Family Robinson). Mai mulți actori din serialul TV au apariții cameo.
Filmul se concentrează asupra familiei Robinson, care întreprinde o călătorie către un sistem stelar din apropiere pentru a începe o emigrare pe scară largă a oamenilor de pe un Pământ care va fi în curând de nelocuit, dar sunt deturnați de un sabotor și trebuie să încerce să-și găsească drumul spre casă.
Lost in Space a primit recenzii negative și a încasat 136,2 milioane de dolari americani în întreaga lume. 

## Distribuție
- William Hurt - Profesor John Robinson
- Mimi Rogers - Profesor Maureen Robinson
- Heather Graham - Dr. Judy Robinson
- Lacey Chabert - Penny Robinson
- Jack Johnson - Will Robinson
  - Jared Harris -  Will Robinson în vârstă
- Matt LeBlanc - Major Don West
- Gary Oldman - Dr. Zachary Smith / Spider Smith
- Dick Tufeld - vocea Robotului
- Lennie James - Jeb Walker
- Mark Goddard - General
- June Lockhart - Principal
- Marta Kristen - Reporter #1
- Angela Cartwright - Reporter #2
- Edward Fox - Businessman
- Gary A. Hecker - vocea lui Blarp